# یوکای رنگ‌پریده
یوکای رنگ‌پریده (نام علمی: Yucca pallida) نام یک گونه از سرده زنگوله‌ای است.